# Trường Quốc tế Thành phố Hồ Chí Minh - Học viện Mỹ
Trường Quốc tế Thành phố Hồ Chí Minh - Học viện Mỹ (ISHCMC - Học viện Mỹ) là một trường quốc tế dành cho học sinh trung học cơ sở và trung học phổ thông từ 11 đến 18 tuổi tại Thành phố Hồ Chí Minh, Việt Nam. ISHCMC- Học viện Mỹ là một trong ba trường tại Việt Nam thuộc tập đoàn Cognita, cùng với Trường Quốc tế Thành phố Hồ Chí Minh và Trường Quốc tế Saigon Pearl.

## Chương trình giảng dạy của Mỹ
ISHCMC - Học viện Mỹ cung cấp một khuôn khổ giáo dục của Mỹ đạt được (AERO), phù hợp chặt chẽ với các tiêu chuẩn quốc gia hoa Kỳ về toán học, khoa học, tiếng Anh và nghiên cứu xã hội.

### Tiếng Anh
ISHCMC - Học viện Mỹ giảng dạy chương trình tiếng Anh như một ngôn ngữ bổ sung (EAL) cho những học sinh học tiếng Anh.

### Chương trình ICT
ISHCMC - Chương trình Công nghệ Thông tin và Truyền thông (ICT) của Học viện mỹ nhằm mục đích giáo dục cho sinh viên sử dụng công nghệ một cách dễ dàng, có trách nhiệm và mang tính xây dựng. Bộ sản xuất video, được trang bị màn hình xanh chuyên nghiệp, ánh sáng studio và hệ thống nghe nhìn mới nhất, cho phép sinh viên khám phá kỹ năng quay phim và biên tập video trong khi phát triển kỹ năng báo chí và giao tiếp tiếng Anh.

## Bê bối về bạo lực học đường
Cuối tháng 5 năm 2022, đã xảy ra một vụ bạo lực học đường tại trường, gây nên một làn sóng tranh cãi và sự quan tâm lớn trong xã hội.